# Butterfly (achtbaan)
Een Butterfly is een attractietype gebouwd door de Duitse fabrikant Sunkid Heege. De attractie is een pendelschommel en wordt ook aangeduid als een kleine shuttle-achtbaan. Per rit kunnen twee passagiers plaatsnemen in de enkele gondel.
Het is een zelfbedienings-attractie die geen operator vereist. Passagiers dienen de veiligheidsbeugel te sluiten terwijl een andere persoon buiten de attractie de toegangspoort sluit, dan moet die persoon op een groene knop drukken waarna de passagiers ook een knop in de gondel moeten indrukken om de rit te starten. Nadat de rit is afgelopen, moet de andere persoon, die niet meerijdt, het hek openen. Daarna kunnen passagiers terug op een knop drukken om de beugel te openen en uit te stappen.

## Modellen
Sunkid Heege produceert de attractie in twee modellen, een standaardmodel met een hoogte van 6,10 meter, en een XL-model met een hoogte van 7,50 meter.
|          | Standaard  | XL         |
| -------- | ---------- | ---------- |
| Lengte   | 21 meter   | 27 meter   |
| Hoogte   | 6,10 meter | 7,50 meter |
| Snelheid | 9.4 m/s    | 9.4 m/s    |

Beide modellen kunnen ook worden onderverdeeld in een originele en Butterfly II variant. De originele versie heeft een klassieke simpele gele gondel met vlindermotieven, terwijl de Butterfly II variant die momenteel geproduceerd wordt, over een moderner ogende gondel beschikt die op vraag van klanten kan worden aangepast naar een bepaald thema, zoals een adelaar.

## Voorbeelden in België en Nederland
| Naam                | Locatie                         | Model     | Status     | Opening                    |
| ------------------- | ------------------------------- | --------- | ---------- | -------------------------- |
| Butterfly           | Mega Speelstad                  | Standaard | In werking | 2002                       |
| Butterfly           | Beverland                       | Standaard | In werking | 14-5-2022                  |
| Butterfly           | Speelpark Hoge Boekel           | Standaard | In werking | 1993                       |
| Butterfly           | Sybrandy's Speel- en Natuurpark | Standaard | In werking | 20-7-2020 (origineel 1992) |
| Vliegende Schatkist | De Valkenier                    | Standaard | Verwijderd | 14-4-2017 (gesloten 2021)  |
| Vliegende Valk      | Speelpark Oud Valkeveen         | XL        | In werking | 14-8-2014                  |
| Vlinder             | Julianatoren                    | Standaard | In werking | 2000                       |